# Thú tiền sử

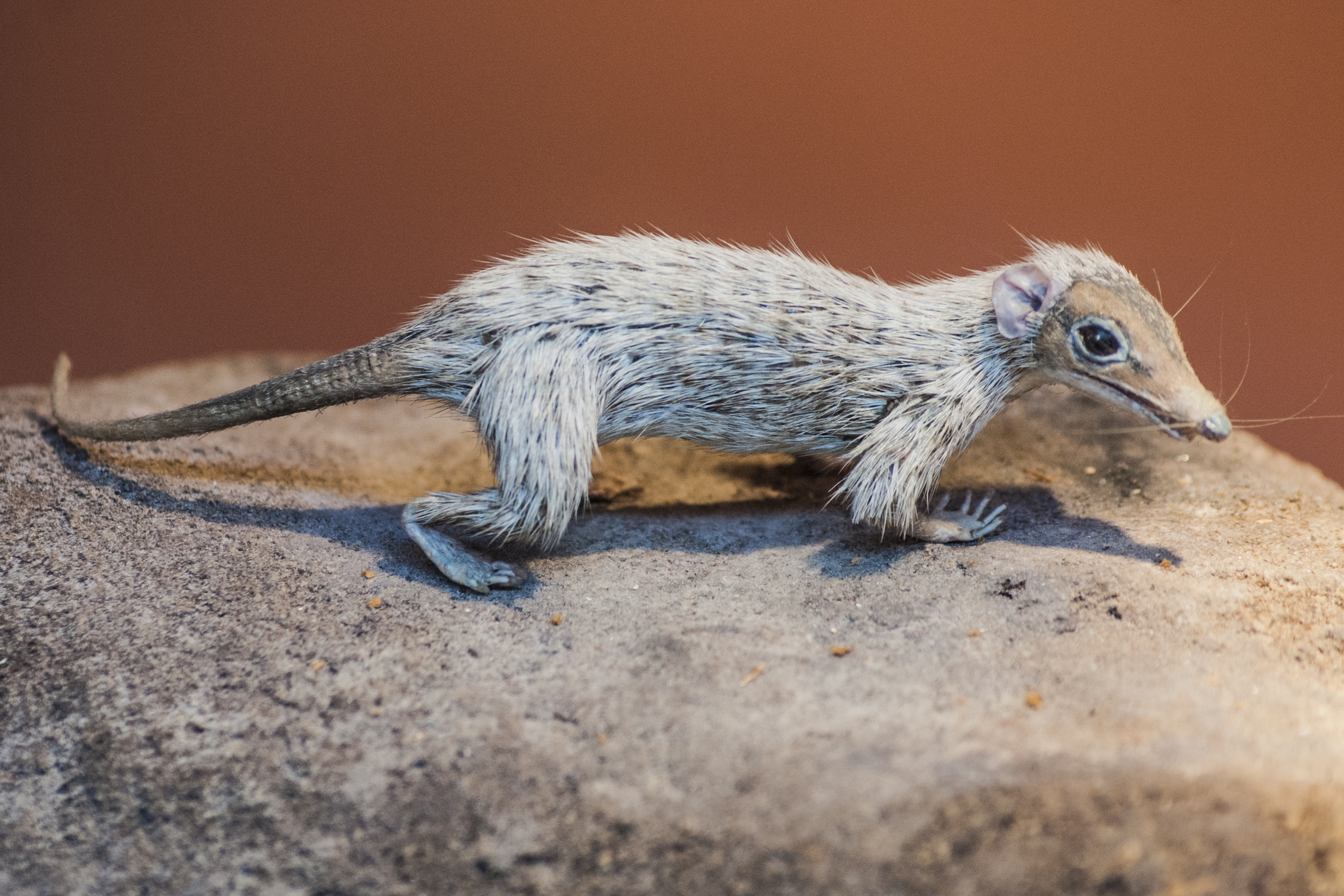
Phục dựng một loài thú có vú tiền sử

Thú tiền sử hay thú cổ đại hoặc còn gọi là động vật có vú thời tiền sử là các nhóm động vật có vú đã tuyệt chủng trước khi con người phát triển lịch sử thành văn. Qua quá trình phát triển lịch sử chúng đã tiến hóa thành các giống loài đa dạng. Hầu hết các động vật có vú rất lớn đã bị tuyệt chủng trong kỷ băng hà cuối cùng, nhưng có hậu duệ nhỏ hơn.

## Phát triển
Cách đây 164 triệu năm trước, trong kỳ kỷ Jura, loài Castorocauda lutrasimilis được coi là một động vật có vú (dạng thú-Mammaliaformes) nặng khoảng 500 gram (1.1 lb), đã có một bộ lông thú và xem như là động vật có vú đầy đủ, có lông bảo vệ và chân dưới chân mày, và vảy ở đuôi giống như một con cừu hiện đại, cũng như có bộ răng chuyên bắt cá. Sau đó, khoảng 130 triệu năm trước đây trong kỷ Phấn Trắng, đã có những động vật có vú lớn hơn; một hóa thạch của Repenomamus giganticus chỉ ra rằng con vật này dài khoảng 1 mét (3 1/4 ft). Trong dạ dày của một người anh họ nhỏ hơn, Repenomamus robustus ở 52 cm (20 1/2 in), những tàn tích của một con khủng long chưa trưởng thành đã được bảo tồn. Dòng dõi của nhiều giống tiếp tục qua kỷ nguyên Kainozoi, trong đó một số loài có kích thước rất lớn. 